# Cinematograaf (album)
Cinematograaf is een studioalbum van de Zweedse musicus Tomas Bodin. Bodin, de toetsenist van The Flower Kings geeft onregelmatig soloalbums uit, waarop werk verschijnt dat hij niet in The Flower Kings kwijt kan. In aanvulling op zijn werk in TFK levert Bodin ook wel filmmuziek af. Het soloalbum Cinematograaf is een combinatie van die twee. De muziek is opgenomen in zijn eigen geluidsstudio Helikon House Studio in Zweden.
Het muziekalbum bevat muziek, die gecomponeerd is voor en gespeeld wordt op allerlei toetsinstrumenten. De muziek doet denken aan de beginjaren van de progressieve rock. De enige muzikant op het album is Tomas Bodin zelf.

## Composities
1. An ocean in between (13:50)
2. A Spanish ballerina in love (19:31)
3. Six, Six, Six (18:34)

Het album is een privéuitgave maar werd wel gedistribueerd door InsideOut Records.